# Fearless Nadia
Mary Ann Evans (Perth, 8 de enero de 1908 – Bombay, 9 de enero de 1996), también conocida por su nombre artístico Fearless Nadia, fue una actriz y doble de riesgo australiano-india, que trabajó en el cine indio. Es más recordada como la aventurera enmascarada y encapuchada en Hunterwali, lanzada en 1935, que fue una de las primeras películas indias protagonizadas por mujeres.

## Biografía

### Primeros años
Fearless Nadia nació como Mary Ann Evans el 8 de enero de 1908 en Perth, Australia Occidental. Era hija del escocés Herbertt Evans, voluntario del ejército británico, y de Margret. Vivieron en Australia, antes de venir a la India. Mary tenía un año cuando el regimiento de Herbertt fue enviado a Bombay. Mary llegó a Bombay en 1913 a la edad de cinco años con su padre.
En 1915, la prematura muerte de su padre a manos de los alemanes durante la Primera Guerra Mundial provocó que la familia se mudara a Peshawar (ahora en Pakistán). Aprendió a montar a caballo, cazar, pescar y disparar durante una estadía en la Provincia de la Frontera del Noroeste (ahora Jaiber Pastunjuá).
Durante la década de 1920, Evans regresó a Bombay (Mumbai) con su madre y un hijo, Robert Jones, de quien no se sabe mucho, y luego estudió ballet con Madam Astrova.
Anteriormente había probado suerte en un trabajo en la tienda del ejército y la marina en Bombay (Mumbai) como vendedora y en un momento dado había querido aprender "taquigrafía y mecanografía para conseguir un mejor trabajo". La troupe de Astrova se presentó ante soldados británicos en bases militares, ante la realeza india y ante otras multitudes en pequeños pueblos y aldeas. Dominó el arte de las volteretas y los splits, lo cual le fue útil más tarde durante sus acrobacias en películas. Un adivino armenio había predicho que una carrera exitosa la esperaba, pero tendría que elegir un nombre que comenzara con la letra 'N'. Ella eligió el nombre Nadia porque "sonaba exótico".

### Carrera

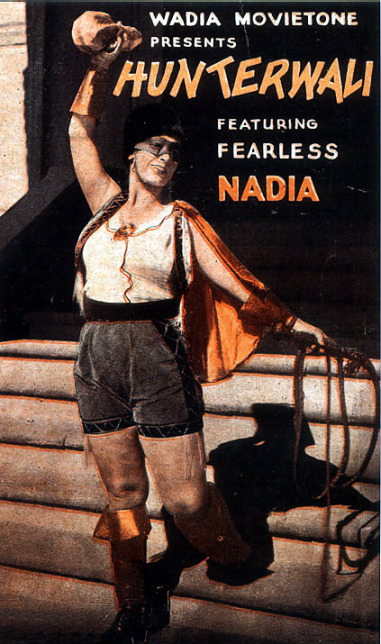
Poster de Hunterwali (1935) con Fearless Nadia.

Ella recorrió India como artista de teatro y comenzó a trabajar para el Zarko Circus en 1930. Fue introducida en el cine hindi por Jamshed "J.B.H." Wadia, quien fue el fundador de Wadia Movietone, el gigante de acrobacias y acción en el Bombay de la década de 1930. Al principio, J.B.H. estaba perplejo por la insistencia de Mary en probar suerte en las películas, pero se arriesgó al darle un cameo como chica esclava (en una secuencia pintada a mano que acentuaba su cabello rubio y sus deslumbrantes ojos azules) en la película Desh Deepak, y luego como la princesa Parizaad en Noor-e-Yaman. Nadia resultó ser un gran éxito entre el público, tras lo cual, considerando sus habilidades en acrobacias y otras actuaciones, J.B.H., ya acompañado por su hermano menor Homi, decidió desarrollarla como estrella. En 1967-68, cuando estaba en sus finales de 50 años, apareció en una parodia de James Bond llamada Khiladi (The Player).

## Vida personal
Nadia se casó con Homi Wadia en 1961 y así se convirtió en Nadia Wadia.

## Muerte
Nadia murió el 9 de enero de 1996, un día después de su 88 cumpleaños, debido a enfermedades relacionadas con la edad.[cita requerida]

## Legado
En 1993, el sobrino nieto de Nadia, Riyad Vinci Wadia, realizó un documental sobre su vida y sus películas, titulado Fearless: The Hunterwali Story. Después de ver el documental en el Festival Internacional de Cine de Berlín de 1993, Dorothee Wenner, una escritora y curadora de cine alemana, escribió Fearless Nadia: The true story of Bollywood's original stunt queen, que posteriormente fue traducido al inglés en 2005. En la película en hindi Rangoon de Vishal Bhardwaj, el papel interpretado por Kangana Ranaut fue inspirado por Nadia.
Para conmemorar su 100 cumpleaños, en 2015 el Gobierno de India emitió un sello postal con su imagen.[cita requerida]
El 8 de enero de 2018, Google mostró un doodle rindiendo homenaje al 110 cumpleaños de Fearless Nadia. La artista comisionada para el doodle fue la ilustradora de cómics india Devaki Neogi. En el mismo año, la Universidad de Melbourne y el Australia India Institute publicaron una colección de ensayos originales titulada Fearless Nadia Occasional Papers.

## Filmografía (seleccionada)
| Año  | Título                                          | Papel                             | Notas |
| ---- | ----------------------------------------------- | --------------------------------- | ----- |
| 1935 | Hunterwali (A Woman with a Whip)                | Princess Madhuri alias Hunterwali |       |
| 1936 | Miss Frontier Mail                              | Savita alias Miss Frontier Mail   |       |
| 1938 | Lutaru Lalna (Dacoit Damsel or The Dacoit Girl) | Indira                            |       |
| 1939 | Punjab Mail                                     |                                   |       |
| 1940 | Diamond Queen                                   | Madhurika                         |       |
| 1941 | Bambaiwali (The Girl from Bombay)               |                                   |       |
| 1942 | Jungle Princess                                 |                                   |       |
| 1942 | Muqabala                                        | Madhuri                           |       |
| 1943 | Hunterwali Ki Beti                              | Princess Madhuri alias Hunterwali |       |
| 1943 | Mauj                                            |                                   |       |
| 1948 | 11 O'Clock                                      | Lakshmi                           |       |
| 1949 | Dhoomketu (The Comet)                           |                                   |       |
| 1953 | Jungle Ka Jawahar (Hero of the Forest)          | Mala                              |       |
| 1956 | Jungle Queen                                    |                                   |       |
| 1956 | Baghdad Ka Jadu                                 | Yasmina                           |       |
| 1968 | Khiladi                                         |                                   |       |